# Belcastel-et-Buc
Belcastel-et-Buc – miejscowość i gmina we Francji, w regionie Oksytania, w departamencie Aude.
Według danych na rok 1990 gminę zamieszkiwały 62 osoby, a gęstość zaludnienia wynosiła 4 osoby/km² (wśród 1545 gmin Langwedocji-Roussillon Belcastel-et-Buc plasuje się na 839. miejscu pod względem liczby ludności, natomiast pod względem powierzchni na miejscu 518.).